# Eupithecia mediofasciata
Eupithecia mediofasciata là một loài bướm đêm trong họ Geometridae.